# Cristòfol Joan Pons Franco
Cristóbal Juan Pons Franco és un advocat i polític menorquí, diputat al Congrés dels Diputats en la VI Legislatura.
Llicenciat en dret. Treballa com a advocat especialitzat en dret urbanístic amb despatx a Ciutadella, on es dedica a l'assessoria jurídica. Va defensar al consistori de Ciutadella arran la denúncia per negligència a causa de la mort d'un jove barceloní trepitjat per un cavall a les Festes de Sant Joan de Ciutadella de 1993.
President del Partit Popular a Ciutadella, a les eleccions generals espanyoles de 1996 fou elegit diputat per Illes Balears. Ha estat vocal de la Comissió Constitucionali de la Comissió d'Infraestructures i Medi Ambient.